# Ermita del Cristo (Hoyos)
La ermita del Cristo Bendito del Valle o simplemente ermita del Cristo es una ermita del siglo XVI ubicada a las afueras de la villa española de Hoyos, en la provincia de Cáceres. Es un edificio pequeño, de forma casi cúbica, que posee valor histórico por ser la única ermita de Hoyos que se conserva íntegra, de la decena que llegó a tener el municipio en la Edad Moderna.

## Localización
Se ubica en las afueras meridionales de la población, en la salida de la villa por la carretera CC-108 que lleva a Cilleros. La CC-108 se cruza en esta ermita con una avenida denominada "carretera del Calvario", que lleva hacia el este hacia la carretera CC-110 que lleva a Perales del Puerto. En el entorno de esta ermita se han construido diversas instalaciones públicas, como un polideportivo con jardines, un centro de educación infantil y el IESO Valles de Gata. Se hallaba aislada del casco urbano hasta la década de 1990, cuando la burbuja inmobiliaria de la época llevó a construir una pequeña urbanización de casas nuevas entre esta ermita y el convento del Espíritu Santo.

## Historia
Según el profesor García Mogollón, la ermita del Cristo coincide con la que en documentos históricos se conocía como "ermita del Humilladero", por ser la única cuyas reseñas históricas se ajustan a la descripción de la actual. Su primera obra importante se registra en 1594, cuando estaba administrada por la cofradía de la Vera Cruz. En aquella época ya albergaba una imagen de Cristo crucificado, aunque la actual es posterior.
La ermita del Cristo es la única ermita que ha quedado de la decena de pequeños templos que existieron históricamente en esta localidad. En 1591, junto con la ermita del Humilladero, existieron en diversos lugares las ermitas de San Lorenzo (en la calle homónima), Santa Catalina (junto a la actual carretera CC-108), los Santos Mártires (cerca de la actual carretera CC-110) y San Blas, además de una capilla para el hospital. Documentos posteriores mencionan además las ermitas de San Juan Bautista, San Sebastián (el profesor García Mogollón cree que no desapareció, sino que evolucionó para ser la actual capilla del cementerio), Santa Bárbara (de la que se conservan pequeños restos de muros) y Santa Inés (cerca del convento del Espíritu Santo).
Según el Interrogatorio de la Real Audiencia de Extremadura de 1791, solamente quedaban en aquel momento tres ermitas en el pueblo, y la única donde se hacía la misa y procesión anual era la de San Lorenzo. El diccionario de Madoz, de mediados del siglo XIX, ya menciona que solamente quedaba en el municipio la ermita del Santísimo Cristo.

## Descripción
Es un edificio muy pequeño, con una superficie catastral de tan solo 59 m². Se levanta con piezas de sillería. Cuatro estribos en esquina sustentan una cornisa que porta en los cuatro frentes sendos rostros humanos. Remata en una cubierta a cuatro aguas en cuyo interior hay una cúpula sobre pechinas. Protegiendo la portada de acceso, en arco de medio punto, se disponía un tejaroz, del que únicamente quedan las basas de las columnas. El tejaroz no es el único elemento histórico desaparecido, pues por dentro conserva los enjarjes de una anterior cubrición con bóveda nervada gótica. Acoge una imagen de Cristo crucificado, muy modificado; posiblemente bajo los repintes se encuentre una obra del siglo XVII.
Frente a la ermita se dispone un crucero de piedra de finales del siglo XVI o comienzos del siglo XVII. Se apoya en cuatro peldaños cuadrangulares, y está formado por una basa cuya forma hace transición entre el cuadrado de las gradas y el redondo del fuste, un fuste cilíndrico liso y un capitel de inspiración jónica, rematando el conjunto una sencilla y pequeña cruz.